# Leher Tor
Das Leher Tor ist ein Straßenbereich in Bremerhaven. Er markiert die Grenze zwischen „Bremerhaven“ (Mitte) und „Lehe“.

## Geschichte
Bis zum Zollanschluss 1888 waren das preußische Lehe und das bremische Bremerhaven durch Zollgrenzen voneinander streng getrennt. Zollkontrolle war am Leher Tor. 1930 neu angelegt, liegt die Straße „Am Leher Tor“ an der kreuz und quer verlaufenden Grenze zwischen Mitte (Bremerhaven) und Lehe (Bremerhaven). Die Stadt Lehe kam 1924 zu Wesermünde. Der Magistrat der Stadt Wesermünde schlug den Namen „Als-ob-Straße“ vor; denn man wollte das Miteinander der beiden Gemeinden so gestalten, als ob sie keine Grenzen trennte. Der Magistrat Bremerhaven schlug Reichsstraße oder Reichseck vor. Man einigte sich auf den einfachen Straßennamen Am Leher Tor als Beginn der Stadt Lehe. Es war der große Einmündungsraum dreier Straßen in die Hafenstraße (Bremerhaven). Auf dem Weg zum Alten Hafen querte die 1862 fertiggestellte Bremer Bahn hier die Hafenstraße. Eine hölzerne Fußgängerbrücke überspannte das Bahngleis. Der Bahnanschluss des Kaiserhafens über Speckenbüttel und Weddewarden erübrigte 1923 das Leher Gleis. Trotzdem nannten alte Einwohner das „Leher Tor“ noch lange „Bahnübergang“. Die Carlsburg (Lehe) von 1672 hatte auf der Nordseite ein „Leher Tor“. Im Mai 1945 zelebrierten erst die Briten und dann die Amerikaner ihre Siegesparaden am Leher Tor.
Das heutige Hotel (Am Leher Tor 2) diente als Kommandantur der Kriegsmarine (1939–1945) und als Headquarters Bremerhaven – Port of Embarkation (1945–1949). In einem feierlichen Appell am 5. Juni 1970 übergaben die Amerikaner das Gebäude der Bundesmarine. Untergebracht wurden die Standortverwaltung und der Berufsförderungsdienst.

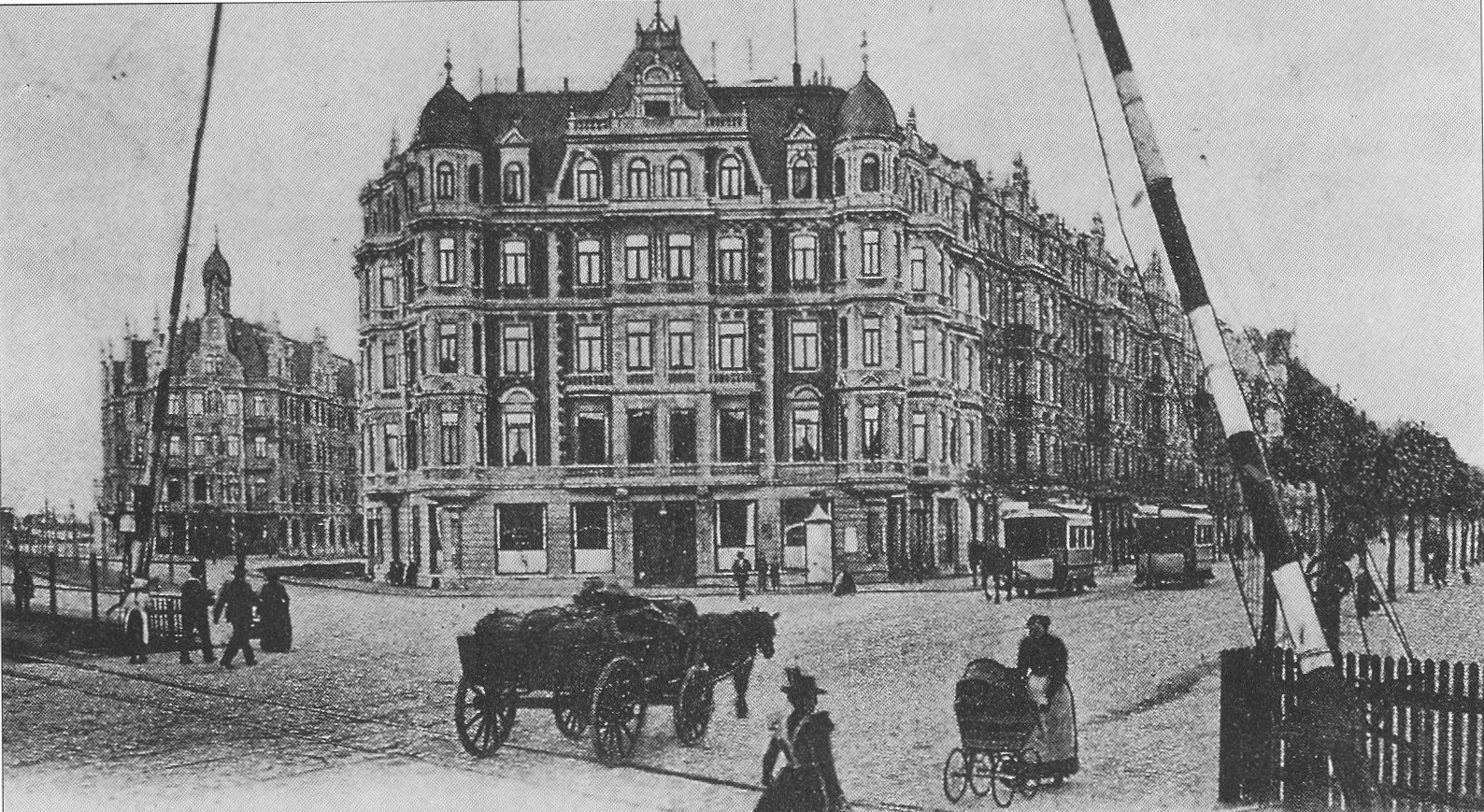
Leher Tor (1901)
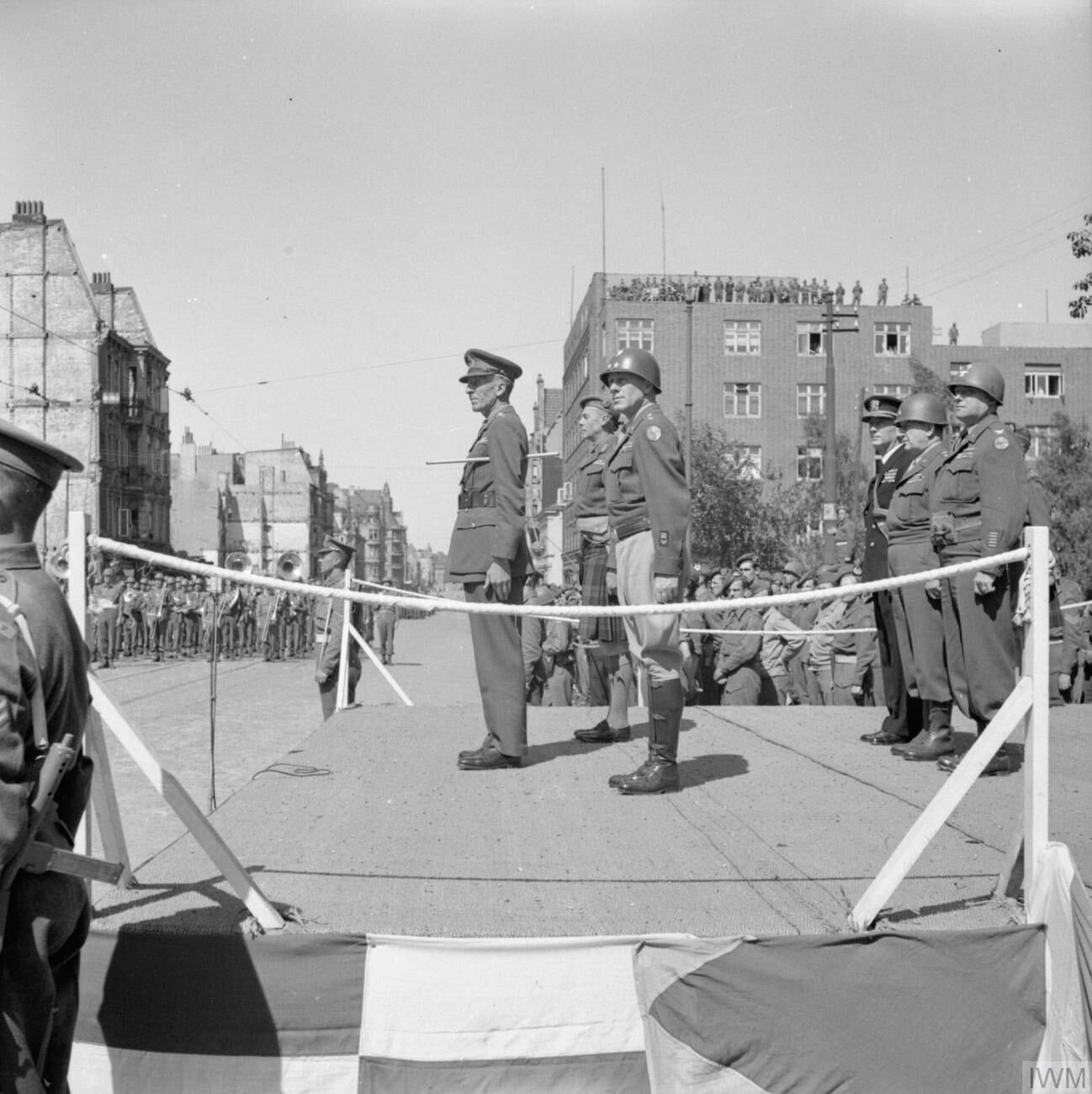
Britisch-amerikanische Übergabe (1945)
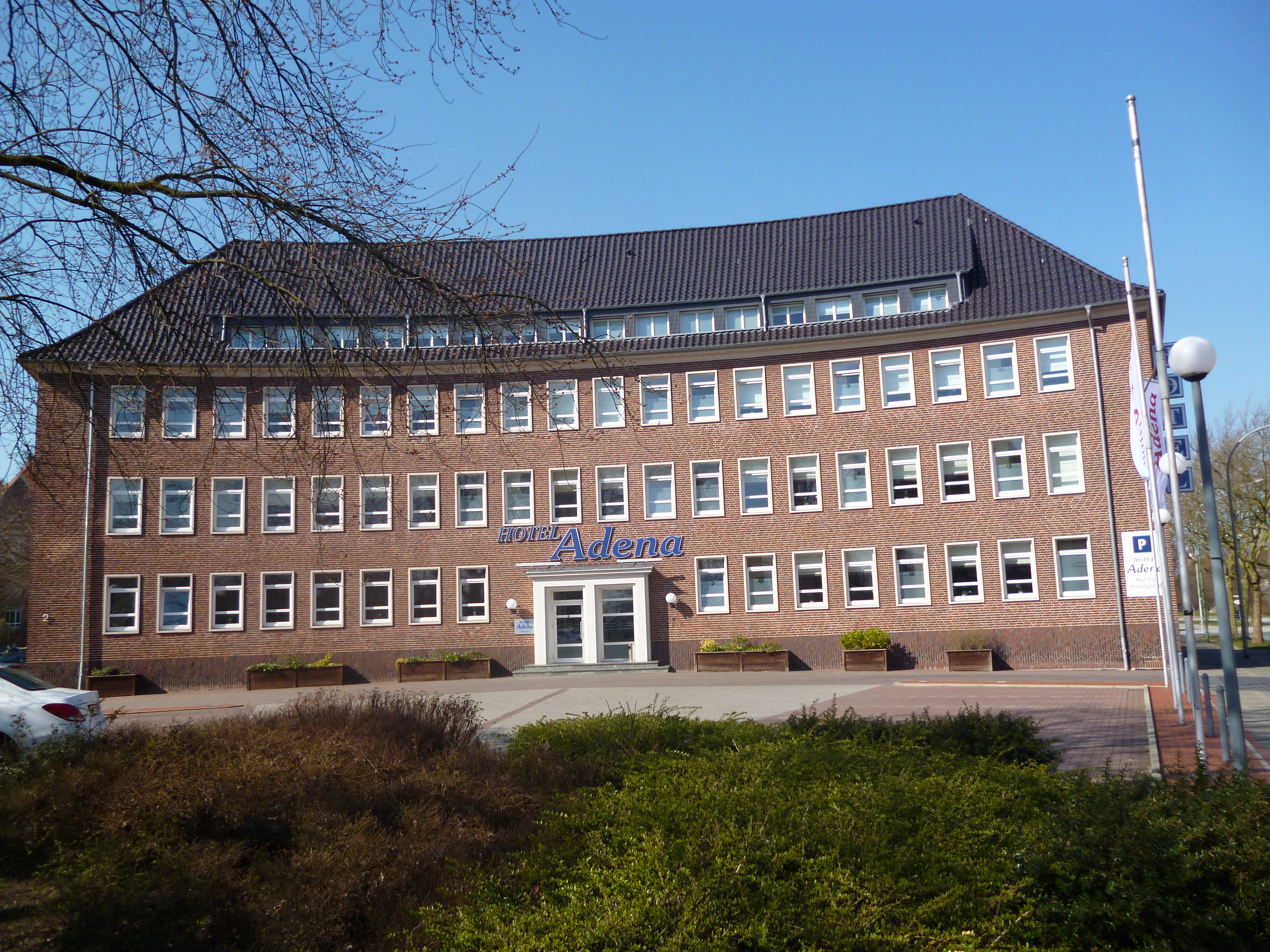
Wichtigstes Gebäude
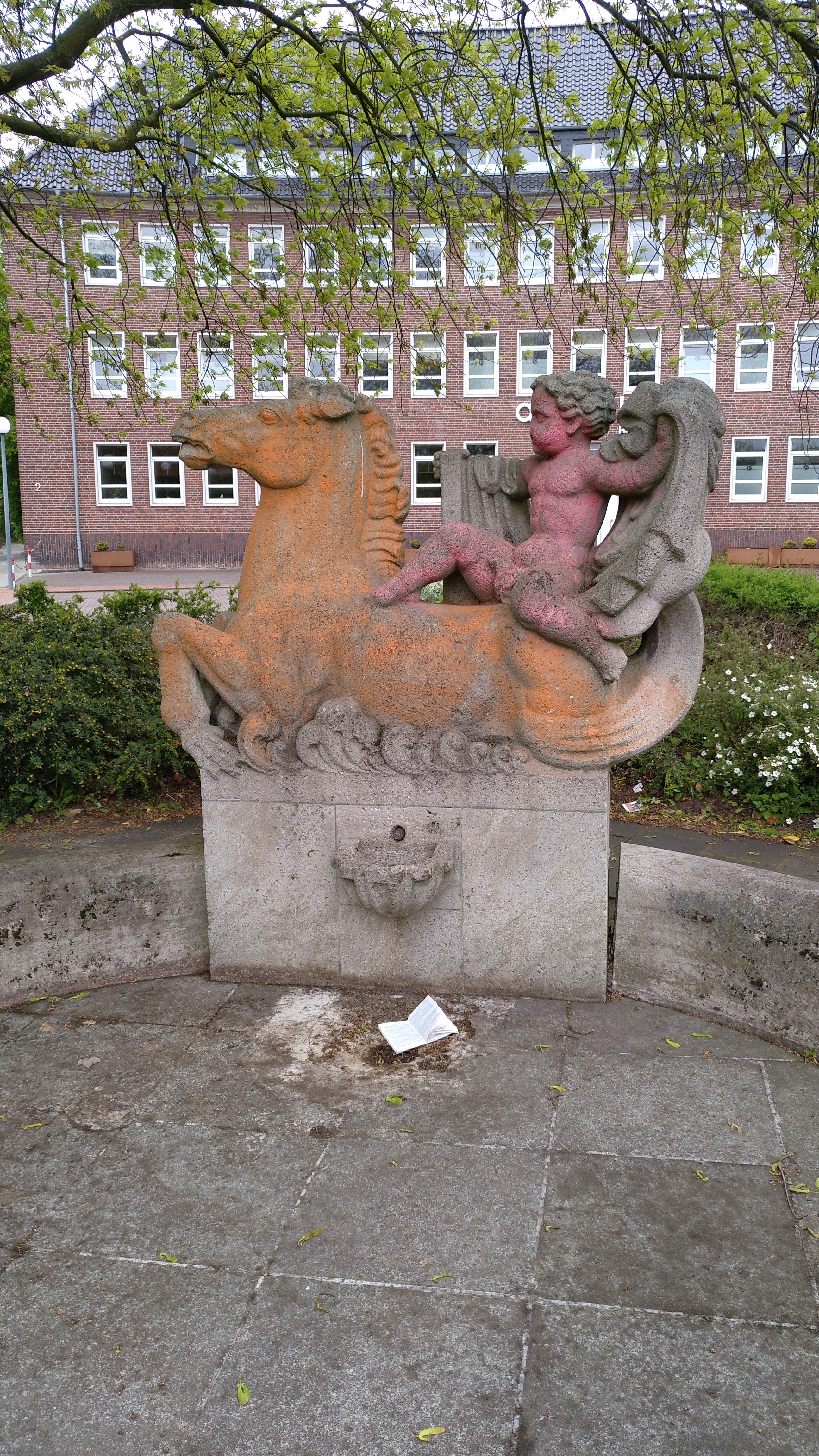
Brunnen am Leher Tor (W. F. Becker 1941)